# 高砂號防護巡洋艦
高砂号防护巡洋舰（日语：／ Takasago ?）是旧日本海軍的防护巡洋舰。一般认为高砂属于吉野级防护巡洋舰（日方正式名称）2号舰，但由于高砂在吉野的基础上进行了改进，所以也有将其单列为“高砂级”的做法。本舰参加了日俄战争，在参与日本海军对旅顺港的封锁时，触雷沉没，成为日本海军在日俄战争中所损失的最后一艘大型军舰。
本舰的舰名来源于加古郡加古川河口的高砂浦。

## 设计和概述

### 背景
1892年（明治25年），日本海军就曾经制定过一份海军造舰计划，打算建造以4艘1万1400吨级的铁甲舰为首的19艘作战舰艇，其中二等巡洋舰计划增建两艘，预定吨位3800吨。1895年（明治28年）甲午战争结束，海军方面根据实战得到的经验教训而修正了之前的明治25年计划，大量增加新建数量，其中二等巡洋舰调整为增建三艘吉野级。然而此项造舰费用，加上添建各地设施以及岸防的费用，总计超过了2亿日元，因国力所限，海军必须将总额压缩至2亿日元以内。同年7月，时任海軍大臣西鄉從道在阁议中提出了缩减过的计划，二等巡洋舰总数依旧维持3艘不变，总数减少到17艘。关于巡洋舰的问题，西乡明确指出，为了实现在海上与敌方进行铁甲舰决战，海军有必要大量装备高航速的巡洋舰，以对敌方进行侦察、探知战机；同时因为敌人也会如此为之，故而海军同样需要高速巡洋舰进行追击。因此海军需要建造大量的巡洋舰来为主力战列舰进行护卫侦察。为了实现这一目标，除了建造装备重装甲与大口径火炮的一等巡洋舰（即装甲巡洋舰）以外，还要增建二等巡洋舰；新舰应该在日本海军现役的吉野的基础上进行改进、加大。这份十年造舰计划在阁议时得到了通过，但因为国家的经济状况，将会把计划先分成两期再呈递给帝国议会审议。
1895年12月，西乡将第一期海军扩张计划、总计金额9497万余日元提交到第9届帝国议会审议。其中二等巡洋舰预定为4850吨级3艘。议会这一次没有像之前那样对海军的计划大刀阔斧地裁减，仅仅削减了20万余日元预算，并分摊到1896-1902年的7年中去，大体上全盘同意了海军的计划。

### 概述

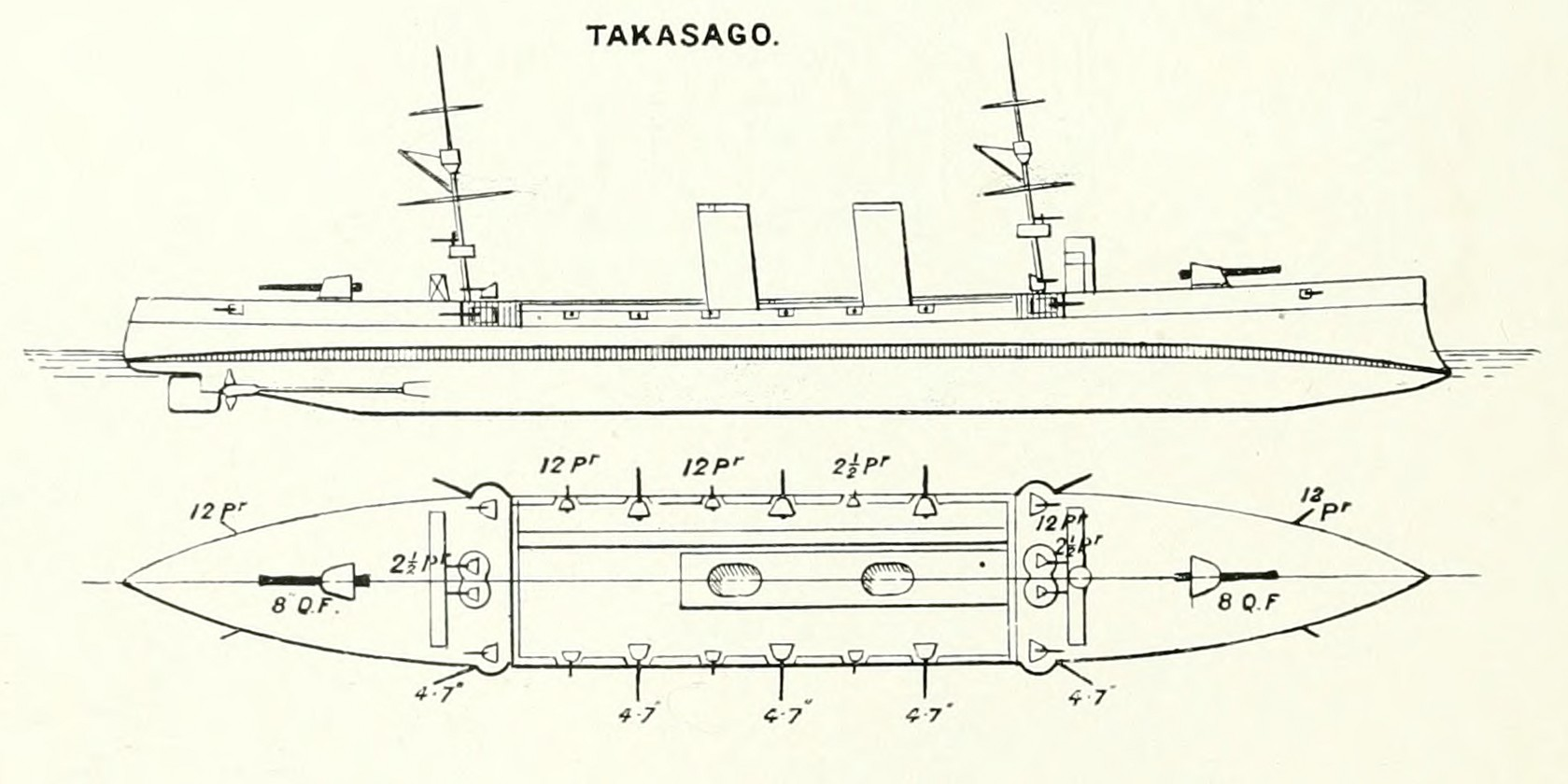
布拉西海军年鉴1902年版所刊载的本舰线图

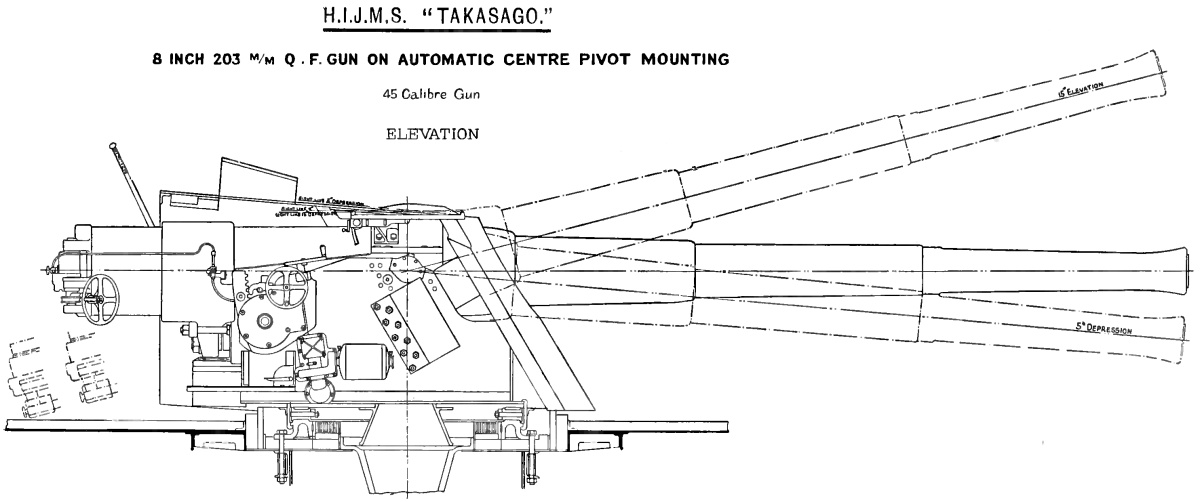
本舰所采用的8英寸主炮

本舰由菲利浦·瓦茨主持设计，在早前为阿根廷海军建造的文蒂辛科·德·马约号的基础上进行了改进。阿姆斯特朗公司最初为自行投资建造本舰。1896年7月，阿姆斯特朗公司将本舰出售给日本。
本舰主要设计均与同为瓦茨所设计、1892年开工的吉野大同小异，因此可以算作是吉野级的二号舰；但因为英方进行了一系列改进，包括增加装甲防护、增大主炮口径等措施，因此本舰也可以单独成一级。
本舰舰体属于典型的“埃尔斯维克巡洋舰”，为全钢舰体，共划分为109个水密舱，外观上低船艏楼、双烟囱、双桅。从这点上来说，本舰与吉野几乎完全相同。
本舰主炮为两门45倍径单装8英寸（203）速射炮，一前一后分别安装在艏艉楼上，由炮盾进行保护。副武器则是10门埃尔斯维克40倍径单装120（4.7英寸）速射炮，分别安装在炮廓以及两侧的耳台上。轻型武器包括12门76毫米6磅炮，以及6门哈奇开斯40倍径47毫米单装机关炮。鱼雷武器方面，本舰装备了5具18英寸（457）鱼雷发射管，全部位于水线上。
本舰采用了哈维尔渗碳装甲，设计目标是要能抵御8英寸（200）穿甲弹。防护能力比起吉野略有增强，装甲甲板水平部分厚63毫米，倾斜部分为114毫米。主炮炮盾正面装甲为203毫米，侧面则为62毫米。司令塔装甲厚114毫米。

## 舰历

### 建成至早期
1896年（明治29年）5月29日，阿姆斯特朗公司开始动工兴建本舰。1897年（明治30年）3月26日，日本海军对4艘外购军舰进行命名，其中3号二等巡洋舰定名为“高砂”。同年5月17日，本舰开始下水。
1898年（明治31年）3月21日，日本海军制定军舰及鱼雷艇等级，将3500-7000吨的巡洋舰划分为二等巡洋舰，将高砂等舰划入这个等级内。同年5月17日，本舰建成，入籍吴镇守府。同年5月25日，高砂从南希尔兹出港返航，8月14日抵达橫須賀港。
1900年6-7月期间，为了应对中国的义和团运动，明石奉命在芝罘、大沽一带进行活动。

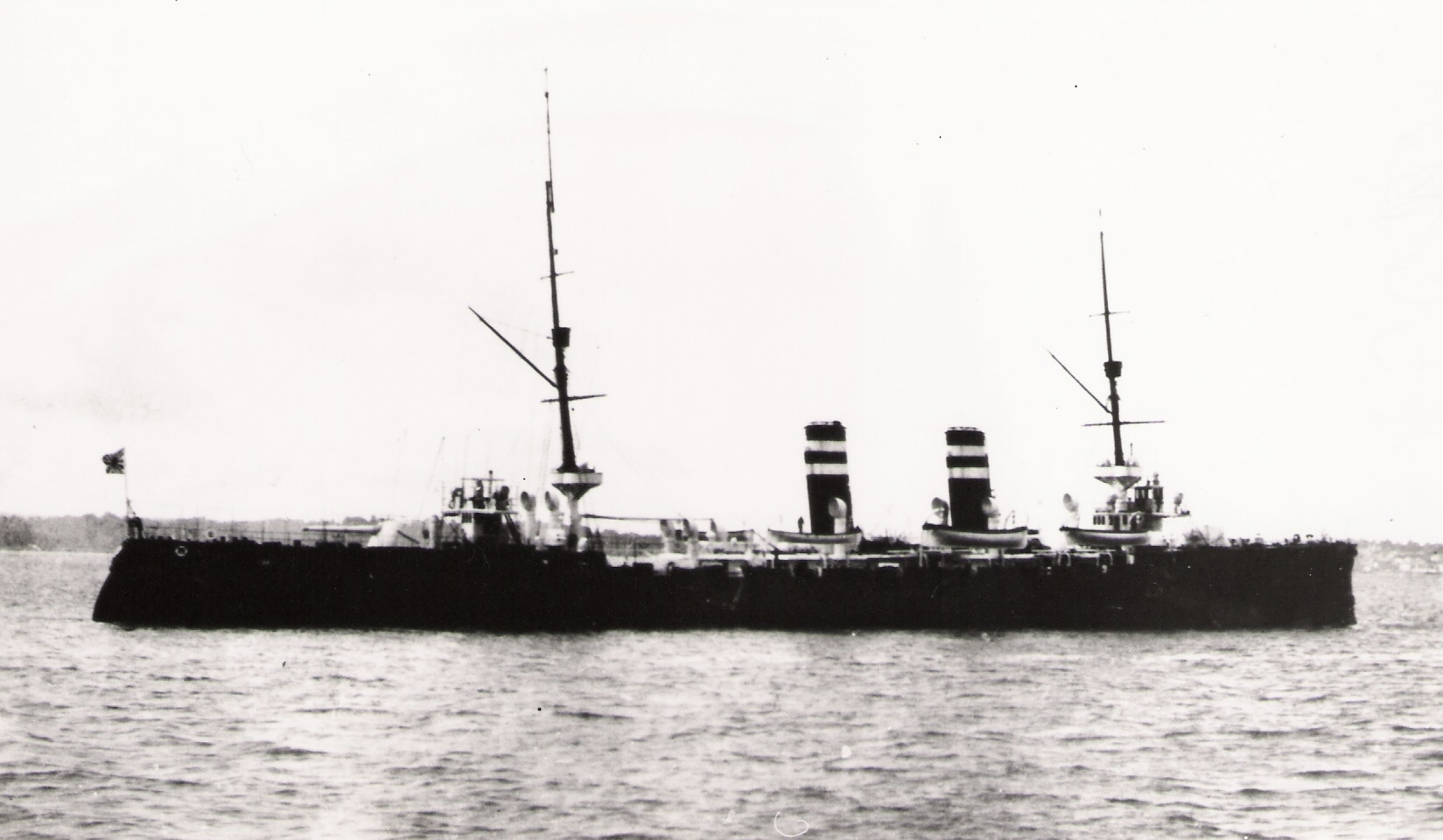
高砂号停泊在朴茨茅斯，由阿尔波特·鲁本·马丁拍摄

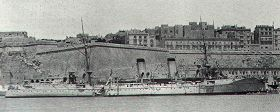
高砂号在台湾

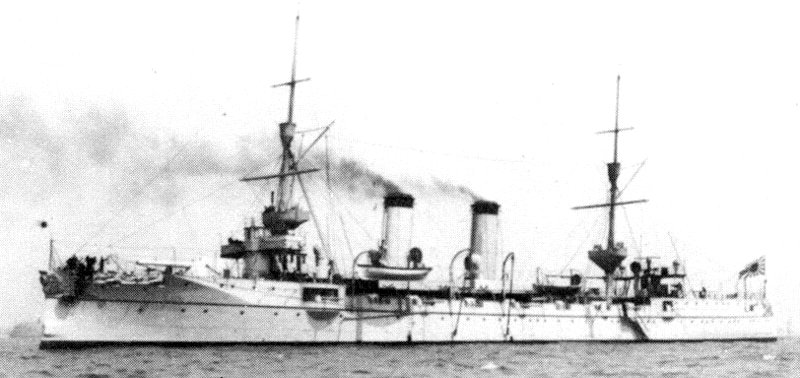
1896年

1902年（明治35年）6月16日，伊集院五郎指挥两艘巡洋舰（本舰及装甲巡洋舰淺間），随同代表天皇的小松宮彰仁親王前往英国，参加英王爱德华七世的加冕阅舰式。随后伊集院率领两舰访问了欧洲各国。
1903年（明治36年）10月，皇太子嘉仁親王选择高砂作为御召舰，巡视和歌山县以及瀨戶內海。

### 日俄战争
1903-1904年间，日本和俄国之间为了争夺在朝鲜的权益而展开了激烈的竞争。12月下旬日本海军将常备舰队解散，重新编成为第一、二、三舰队，第一、第二舰队又编组为联合舰队。其中第一舰队第三战队下辖4艘性能较为先进的二等防护巡洋舰（笠置、千歲、高砂、吉野），战队司令为出羽重遠海军少将。
1904年2月6日09时，联合舰队第三战队首先开始起锚驶出佐世保港。7日早上，第三战队捕获了一艘俄国商船俄罗斯号。当天15:30，第三战队奉命前往小青岛一带侦察俄军舰队动向。8日08时，第三战队抵达目的地，并未发现俄舰踪迹，于是出羽率队转向西北，11时与主力会合。8-9日夜间，日本海军以驱逐舰对驻扎在旅顺港（俄方称亚瑟港）的俄国太平洋舰队发动攻击，日俄战争正式爆发。9日08:08，出羽率第三战队抵近至距离旅顺口仅7000米处，侦察夜袭效果，同时试图引诱俄舰出港交战。出羽看到港内俄舰停泊位置杂乱，判断俄军在受到偷袭后承受了重大损失，于是08:09率队退走，与主力会合。在侦察期间第三战队发现了一艘不明蒸汽船，高砂奉命前往拦截，捕获俄国远东航运集团商船满洲号（“Manchuria”）（即日后的维修船关东）。联合舰队高层根据报告认定俄国舰队已然军心涣散，于是决定冒险进入港内进行炮击，用右舷火力射击俄舰。11:45联合舰队在旅顺口8500米外转向正西，闯入港内。第三战队在队列最末尾，12:15进入旅顺港内。2号舰高砂对准装甲巡洋舰巴扬号进行射击。12:18阿斯科利德号一度逼近日舰，高砂、千岁两舰与之交火，数分钟内命中阿斯科利德号两发。12:24，诺维克号进行突击，千岁改为拦截诺维克号，而高砂重新炮击巴扬号。俄舰以及炮台的猛烈还击超出了日军指挥官的估计，日舰被迫撤退。第一、第二战队先行调头后，12:25以后的几分钟内排在末尾的第三战队承受了俄军的全部火力。12:37第三战队调头退出港内。
同年5月15日，日军初瀨、八島、敷島、笠置对旅顺口执行近程封锁，当时高砂等各日舰也在附近执行别的任务。中午时分八岛、初濑先后触雷，第一舰队司令梨羽時起海军少将指派就在不远处的高砂前往八岛处进行救助。八岛乘员尽力抢救，然而始终无法阻止进水，只能弃舰，舰上人员分别撤离转移到高砂和須磨等舰上。
同年6月23日05:40，日军负责监视港口的驱逐舰发现侦察防护巡洋舰诺维克号及一批舰艇从黄金山下出港。收到警报的日本舰艇立即从裏长山群岛泊地出航。当天第三战队仅高砂、笠置停泊在裏长山泊地，也出发参加拦截。这次实际上是太平洋舰队旅顺分舰队的一次突围尝试，诺维克号、巴扬号、佩列斯韦特号、波尔塔瓦号、塞瓦斯托波尔号、帕拉达号、阿斯科利德号、狄安娜号等8艘主要舰艇率先抵达馒头山东南岸。11:00左右皇太子号、胜利号、列特维赞号也已经出港。面对倾巢出动的俄舰，日舰主力尚未抵达，此时出羽指挥着仅有的高砂、笠置两舰，与隶属第六战队、匆忙赶到的千代田在遇岩西南会合。出羽先派出高砂、笠置前往帽岛方向增援日军驱逐舰，同时探察敌情；其后又加派千岁、千代田作为进一步的增强。18:15俄国的战列舰与巡洋舰战列以皇太子号为先导，出现在遇岩西北约8海里（15）处，诺维克号则带领着7、8艘驱逐舰行驶在主力纵队右侧。第三战队则占领了俄舰主力前方约5海里（9.3）的位置，其余陆续赶到的日舰也纷纷组成包围圈。双方主力持续接近，20时左右无心恋战的俄国舰队突然调头往北撤退。20:20联合舰队司令长官东乡平八郎海军中将下令让驱逐舰发动突击，其他各队撤往警戒地点。
随着日军在陆地上的推进，日军的陆军重炮已经可以对港内俄舰造成严重的威胁。8月10日俄舰被迫再次尝试突围。当天出羽率领第三战队（八雲、笠置、高砂、千岁，欠淺間）从天刚亮时起就在老铁山南边15海里（28）处监视俄舰动向。他在收到扶桑的急电后立即率队出发，10:23向东寻找俄舰踪迹。不久出羽收到了更详细的电报，称俄舰正在往渤海湾方向挺进，于是又调转编队方向往西。正午时分第三战队赶到老铁山西北偏北方向，发现俄国舰队正在往东移动。此时附近还没有其他的日舰赶到，于是12:10出羽下令升起作战旗，准备单独迎战。12:20第六战队出现在东北方向，其后第一战队也从东边稍偏北方向赶到战场，并与俄舰交火。第三战队则乘机绕到俄国舰队尾部，对殿后的俄舰进行攻击。15:15东乡下令第三战队攻击俄国巡洋舰，出羽遂率队逼近射击，然而俄舰猛烈的火力将防护薄弱的第三战队逐退，迫使后者往南与第一战队会合。18:37俄军旗舰皇太子号司令塔受到日军大口径炮弹命中，司令威廉·维特捷夫特战死，俄舰陷入了混乱。第三战队在俄舰东南方进行了攻击。随着天色渐暗，俄舰大部退回旅顺港，而日舰则向东撤回泊地。
当晚日舰分散搜索四处逃散的俄舰。出羽一开始派出高砂、千岁前往第一战队处帮助追击小型敌舰，在第三战队发现两艘俄国驱逐舰的踪迹后，又召回千岁，只留高砂单独寻找第一战队。11日黎明时分高砂与第一战队会合，其后对退回旅顺港的俄舰进行监视。11日23时皇太子号进入胶州湾，12日上午又陆续有数艘俄舰抵达该地区。出羽接到情报，于14时率领第三战队（八云、浅间、高砂首先出发，千岁、笠置后来陆续到达）以及辅助舰日本丸前往青岛。各日舰在胶州湾附近搜索了一圈（后来又有驱逐舰陆续加入搜索），确认除了进入青岛的俄舰外当地再无其他敌舰之后，16日出羽派出参谋山路一善海军少佐搭乘驱逐舰雷號前往青岛与德国人交涉，其他日舰则在湾口戒备。日军人员在德方陪同下确认了港内各俄舰的确已经缴械，于是不再作要求而退去，17日返回里长山泊地。
同年12月13日00:01，高砂在任务途中，左舷前部触雷，舰体迅速左倾，仅几分钟即倾斜达12度之多。舰上乘员拼死抢救，然而未能改善进水情况，舰身逐渐倾斜超过30度，引擎停车，只好全体弃舰。01:10高砂左舷倾覆，01:34完全沉入水中。乘员中仅25人登上了救生艇，其余人员只能跳入冰冷的海水中。当晚吹着强劲的东北风，风雪交加，能见度极低，漆黑的夜色中只有附近赶来救援的音羽舰上发出的微弱灯光。音羽在风浪中共救起了161人（其中9人救上来后不治身亡），副舰长在内274人未能获救。
为了稳定士气，日本海军在战时隐瞒了军舰损失的消息。直到1905年（明治38年）6月1日，日本海军才正式对外公布了军舰损失情况，承认高砂等6舰已经在战争中沉没的事实。。同年6月15日，将已损失各舰从军舰中除籍，同时也从舰艇类别等级表中除名。
俄国方面，确认是驱逐舰愤怒号布下的水雷取得了这一战果，因此表彰了当时的舰长亞歷山大·瓦西里耶維奇·高爾察克，授予其圣安妮勋章以及英勇金剑。

## 历任舰长
下表系根据《日本海軍史》第9、10卷，以及《官報》进行整理。
返航委员长
- 内田正敏（日语：内田正敏） 海军大佐：1897年6月10日 - 12月10日

艦長
- 内田正敏 海军大佐：1897年12月10日 - 1898年11月2日
- 早崎源吾 海军大佐：1898年11月2日 - 1899年6月17日
- 丹治寛雄 海军大佐：1899年6月17日 - 11月20日
- 中山長明 海军大佐：1899年11月20日 - 1900年5月20日
- 泷川具和（日语：滝川具和） 海军大佐：1900年5月20日 - 9月25日
- 成川揆 海军大佐：1900年9月25日 - 12月6日
- 梨羽時起（日语：梨羽時起） 海军大佐：1900年12月6日 - 1901年1月23日
- 岩崎達人 海军大佐：1901年1月23日 - 9月10日
- 吉松茂太郎（日语：吉松茂太郎） 海军大佐：1901年9月10日 - 1903年4月21日
- （暂代）石桥甫（日语：石橋甫） 海军中佐：1903年7月7日 - 1904年1月17日
- 石橋甫 海军大佐：1904年1月17日 - 12月23日

## 准同级舰
- 吉野號防護巡洋艦